# Ius singulare
 (août 2025).
Le ius singulare (du latin, littéralement « droit singulier ») est le droit spécial pour certains groupes de la population, des biens, ou des relations juridiques (car il s'agit d'une exception aux principes généraux du système juridique), généralement contraire au droit ordinaire (ius commune). Un exemple est la loi des testaments écrits par les citoyens durant les campagnes militaires, qui sont exempts des solennités généralement exigées pour les citoyens écrivant des testaments dans des circonstances normales.

## Source de la traduction
- (en) Cet article est partiellement ou en totalité issu de l’article de Wikipédia en anglais intitulé « ius singulare » (voir la liste des auteurs).